# الرسوم الكاريكاتورية المسيئة للنبي محمد في صحيفة يولاندس بوستن
الرسوم الكاريكاتورية المسيئة للنبي محمد هي رسوم قامت صحيفة يولاندس بوستن الدنمارك بنشرها في 30 سبتمبر 2005. حيث نشرت 12 صورة كاريكاتير للرسول محمد بن عبد الله، وبعد أقل من أسبوعين وفي 10 يناير 2006 قامت الصحيفة النرويج بي Magazinet والصحيفة الألمانية دي فيلت والصحيفة الفرنسية France Soir وصحف أخرى في أوروبا بإعادة نشر تلك الصور الكاريكاتيرية. نشرة هذه الصور جرح مشاعر الغالبية العظمى من المسلمين وقوبل نشر هذه الصور الكاريكاتيرية بموجة عارمة على الصعيدين الشعبي والسياسي في العالم الإسلامي وتم على إثر هذه الاحتجاجات إقالة كبير محرري جريدة France Soir الفرنسية من قبل رئيس التحرير ومالك الجريدة رامي لكح الفرنسي من أصل مصري. تعرضت عدة سفارات غربية للهجوم؛ وأخذت الاحتجاجات طابعاً عنيفا في دمشق حيث أضرمت النيران في المبنى الذي يضم سفارتي الدنمارك والنرويج في 4 فبراير 2006 وتم إحراق القنصلية الدنماركية في بيروت في 5 فبراير 2006. وكان المسيحيون والكنائس المسيحية أيضاً هدفاً للانتقام العنيف في بعض الأماكن. وصدرت عدة تهديدات بالقتل ضد رسامي الكاريكاتير والصحيفة، مما أدى إلى اختفاء رسامي الكاريكاتير. ووصف رئيس الوزراء الدانماركي السابق أندرس فوغ راسموسن بأنه أسوأ حادث للعلاقات الدولية في الدنمارك منذ الحرب العالمية الثانية.
قامت صحيفة يولاندس بوستن في 30 سبتمبر 2005 بنشر مقالة في الصفحة الثالثة بعنوان «وجه محمد»، ونشر مع المقال 12 رسمة من الرسوم في بعضها استهزاء وسخرية من النبي محمد فإحداها تظهر عمامته على أنها قنبلة بفتيل، وقد حاولت الجالية الإسلامية وقف الصور لكن الصحيفة رفضت وكذلك الحكومة أيدت الصحيفة بحجة حرية الرأي والتعبير، فقامت الجالية الإسلامية بتنظيم حملة وجولة في العالم الإسلامي للدفاع عن النبي محمد. وكانت الرسوم مصاحبة لمقال عن المراقبة الذاتية وحرية التعبير بقلم كاره بلوتجين. وكان المقصود منه (أي المقال) إبراز الإدعاء القائل أنه لا يوجد فنان مستعد لرسم كتاب للأطفال عن محمد بدون إبقاء اسمه سريا، خوفا من عمليات انتقامية يقوم بها متطرفون إسلاميون بسبب الاعتقاد بأن رسم محمد محرّم في الإسلام. وكانت الصحيفة قد دعت أعضاء من اتحاد رسامي الكارتون الدنماركية لرسم الرسول محمد كما يروه.

## البدايات
في 17 سبتمبر 2005 نشرت صحيفة Politiken الدنماركية مقالة بعنوان «الرهبة الشديدة من انتقاد الإسلام» وتحدثت المقالة عن الصعوبة التي لاقاها كاري بلوتكن Kåre Bluitgen الصحفي الدنماركي الذي كتب كتابا عن سيرة الرسول محمد موجهة للأطفال باسم «القرآن وحياة النبي محمد» Koranen og profeten Muhammeds ولكنه وجد صعوبة في إقناع الرسامين بإضافة صور عن الرسول محمد إلى كتابه ووصل هذا الخبر صحيفة يولاندس بوستن التي قامت بإجراء مسابقة بين 40 رساما كاريكاتيريا لرسم صور تعبر عن معاناة بلوتكن في إيجاد رسامين لكتابه وإبراز الإدعاء القائل أنه لا يوجد فنان مستعد لرسم كتاب للأطفال عن محمد بدون إبقاء اسمه سريا.
وأثناء المسابقة انسحب 3 من الرسامين وعلل أحدهم انسحابه بخوفه أن يحدث له ما حدث للمخرج ثيو فان غوخ الذي قتل في 2 نوفمبر 2004 على يد محمد بويري الهولندي من أصل مغربي لإخراجه فيلما قصيرا (10 دقائق) باسم فلم الخضوع Submission والذي يمكن ترجمته بالاستسلام أو الخضوع وكان الفيلم عن ما حاول المخرج أن يصوره كسوء معاملة المرأة في الإسلام وربطه بنصوص من القرآن وعلل رسام آخر انسحابه من خوفه أن يهاجم مثل المحاضر في معهد Carsten Niebuhr Institute في كوبنهاغن الذي تعرض للضرب من قبل 5 طلاب في أكتوبر 2004 لأنه حسب بعض المصادر «قرأ نصوصا من القرآن على حشد من غير المسلمين» وأثار انسحاب هؤلاء نوعا من روح التحدي في رئيس التحرير الذي اعتبر ذلك منافيا لحق حرية التعبير حسب وصفه.

## تحذير العلماء
حذر كثير من علماء المسلمين من نشر مثل هذه الصور بين أبناء المسلمين «لأن هذا يعتبر معاونة لأهل الكفر على الاستهزاء بالرسول الكريم».[من؟]

## نشر الصور الكاريكاتيرية
في 30 سبتمبر 2005 قامت الصحيفة بنشر مقال بعنوان «وجه محمد» Muhammeds ansigt وفيه 12 صورة كاريكاتيرية وجاء في المقالة نص ترجمته تقول 

## وصف الصور
فيما يلي وصف للصور التي نشرت والتي رسمت على يد اثنى عشر رساما مختلفا، ولا تمثل كل الرسوم شخص الرسول محمد:
- رجل ملتحي بعمّة حمراء يتكئ على عصا وبيده الأخرى حبل مربوط بدابة تحمل كيسين أحمرين.
- رجل ملتحي يحمل خنجرا وخلفه امرأتان منقبتان.
- رجل (قد يكون الكاتب كاري بلوتكن مؤلف كتاب الأطفال «القرآن وحياة الرسول محمد») يحمل ورقة عليها رسم بسيط (stick figure) لرجل ملتحي ويلبس عمّة، والرجل الأول تسقط في قبعته برتقالة (في إشارة إلى الحظ السعيد بحسب المثل الدنماركي القائل: «كمن سقطت في قبعته برتقالة» إشارة إلى من يحالفه الحظ دون بذل جهد لكون البرتقال كان سلعة ثمينة) وعلى البرتقالة مكتوب بالإنجليزية ما معناه خدعة ترويجية.
- رجل ملتحي بعمّة كتب عليها «لا إله إلا الله» والعمّة تمثّل أيضا قنبلة كروية لها فتيل.
- رجل ملتحي بيده رسم ينظر إليه يرفع يده لرجلين ملتحيين يعدوان أحدهما يحمل سيفا والآخر قنبلة وما يبدو أنه بندقية، والرجل الأول يقول «اهدأوا، إنه فقط رسم صنعه دنماركي من جنوب غرب الدنمارك».
- رجل في مركز الشرطة ينظر إلى صف من سبعة من المشتبهين بهم ويقول: «هممم... لا أستطيع تمييزه!» والأشخاص الواقفون في الصف هم: (شخص هيبي متحرر من السبعينيات / السياسية الدنماركية Pia Kjærsgaard / المسيح / من المحتمل بوذا / من المحتمل محمد / شخصية دينية هندية / الكاتب كاري بلوتكن مؤلف كتاب الأطفال «القرآن وحياة الرسول محمد»).
- رجل رسّام يرسم وجها لرجل ملتحي يرتدي كوفية وعقال، كتب فوقها محمد، والرسام يبدو خائفا يتصبب عرقا ويضع يده كمن يمنع الناس من الرؤية.
- رجل ملتحي بعمّة يقف (ربما على الغيم) وأمامه طابور من الرجال يقول لهم «توقفوا توقفوا، لقد نفذت لدينا العذراوات».
- رأس رجل ملتحي وبعمّة يحيط برأسه هلال أخضر وتغطي النجمة الخضراء إحدى عينيه.
- رجل ملتحي يرتدي لباسا أبيض وبنفسجي وحول رأسه طوق ملاك على شكل هلال أو قرنين على شكل هلال.
- شاب يلبس قميصا كتب عليه «المستقبل» يشير بعود إلى سبورة مكتوب عليها «صحفيو جيليان بوستن ثلّة من الرجعيين الاستفزازيين» وهناك سهم يشير إلى نص يقول: «محمد... مدرسة فالبي، 7أ». في إشارة إلى أطفال المهاجرين المسلمين.
- رسم يشير تعليقه إلى أن محمد كان يضطهد النساء (؟)

وهناك رسوم أو صور أخرى انتشرت في إطار الحملة لمنع الرسوم للنبي محمد ولكن لم تكن من الرسوم التي نشرتها الجريدة، وإحداها صورة لرجل يصلي في وضع مهين، وأخرى تتهم الرسول بانحراف جنسي وأخرى لوجه على هيئة خنزير، واعتبر البعض خطأ أنها جزء من الصور التي نشرت على صفحات الجريدة، الأمر الذي أدى جزئيا إلى حديث الطرفين عن صور مختلفة.

## صور الرسولمحمدفي كتاب "القرآنوحياة الرسول محمد
من المفارقات في أزمة نشر صحيفة يولاندس بوستن للصور الكاريكاتيرية عن رسول الإسلام أن هناك تسليط إعلامي يكاد يكون معدوما عن كتاب الأطفال «القرآن وحياة الرسول محمد» للصحفي كاري بلوتكن حيث يحتوي هذا الكتاب على أكثر من 15 صورة وثلاث خرائط  أستعملت كوسائل إيضاح أثناء سرد القصة ورسمت من قبل رسام لم يقبل بإعلان اسمه وهذا الكتاب موجه للاطفال لإعطاءهم فكرة مبسطة عن حياة الرسول محمد. ولايوجد في هذا الكتاب أي من الصور الكاريكاتيرية التي أحدثت الضجة الأعلامية وردود الفعل والصور مرسومة في الكتاب بصورة غير مستهزأة وإنما بالطريقة التقليدية المستعملة في تصوير الخلفاء العباسيين أو الأمويين أو علماء المسلمين في كتب موجهة للاطفال.
- صورة الغلاف تصور حادثة الإسراء والمعراج حيث يوجد شخص ملتحي مع سيف في حزامه وهو على ظهر الحصان الذي له وجه إمراة وجناحان.
- الصورة الثانية لرجل ملتحي في غار وهو على مايبدو متفاجأ من ظهور شخص له جناحان وهنا يبدو أن الصورة توضيحية لاستلام محمد أول وحي من جبريل.
- الصورة الثالثة عبارة عن شخص ملتحي يتحدث لأربعة رجال وامرأة ويظهر أن الصورة تعبر عن فترة نشر دعوة الإسلام في مكة.
- صورة لطفلة تجلس على فخذ رجل ملتحي وبجانبهما رجل ملتحي واقف وتصور خطوبة الرسول محمد من عائشة بنت ابي بكر.
- صور لرجال مقيدي اليد من الخلف ويقتلون من قبل أشخاص آخرين ونساء تبكين وهذه الصورة تصور معركة خيبر مع بنو قريظة.
- صورة لرجل يستعمل عصاه لإسقاط صنم بجوار الكعبة ويصور حادثة فتح مكة.
- صور أخرى تصور الجيوش والمعارك المختلفة و3 خرائط توضيحية لشبه الجزيرة العربية.

## العقيدة الإسلامية
حسب العقيدة الإسلامية فإنه ليس من المقبول على الإطلاق تمثيل الرسول محمد في صورة أو تمثال أو أي شكل آخر لسبب رئيسي أن هذا قد يؤدي إلى تقديس رموز أو صور أو تماثيل للرسول وبصورة غير مباشرة إلى تقديس الرسول نفسه بدلا من الله. وفي القرون الوسطى ومع اختلاط المسلمين بالأقوام الأخرى تأثر بعضهم بعادات الديانات الأخرى وتم رسم بعض الصور للرسول إلا أن وجهه لم يرسم أبدا وكان هناك دائما نوع من الحجاب على وجه الصور وهذا النوع من الصور كان شائعا في إيران القديمة أو ما كان يسمى ببلاد فارس.
وحسب سيرة ابن هشام فإن صفات الرسول محمد كانت بشكل يخالف الصورة التي حاول الرسامون استعمالها كوسيلة إيضاح في كتاب موجه للأطفال فاستنادا إلى ابن هشام فإن الرسول محمد «لم يكن بالطويل الممغط ولا القصير المتردد. وكان ربعة من القوم، ولم يكن بالجعد القطط ولا السبط كان جعدا رجلا ولم يكن بالمطهم ولا المكلثم وكان أبيض مشرئباً بحمرةِ، أدعج العينين أهدب الأشفار».

## رسم صورة الرسول محمد عبر التاريخ
هناك العديد من الصور الأخرى التي رسمت للرسول محمد في العديد من الكتب التاريخية القديمة وفيما يلي معلومات عن تلك الكتب.
- الصفحة الأولى من كتاب «حياة محمد» الذي طبع عام 1719 في لندن وكانت للمؤلف الفرنسي سيور دي ريار Sieur De Ryer.
- صفحة في كتاب «حياة محمد» الذي طبع في هولندا عام 1699 للمؤلف M. Prideaux وفيه يظهر شخص يحمل سيفا بيده اليمنى ورجله اليسرى مستندة على الكرة الأرضية وفي يده اليسرى هلال وعلى ساعده الوصايا العشر.
- صورة يرجع تاريخها إلى القرون الوسطى في إسبانيا وفيها يظهر شخص على كتفه الأيسر حمامة بيضاء ومنقار الحمامة قريب من أذن الشخص وهذا الشخص يتحدث إلى 3 رجال وامرأتين وهذه الصورة مقتبسة من تصوير بعض المسيحيين المتطرفين في الكنيسة الإسبانية لشخصية الرسول حيث ذكر أولجيوس Eulogius الذي كان من الذين أبدوا مخاوفهم من تأثير المد الإسلامي على إسبانيا الرسول محمد كشخص كان يخدع الناس بوضع حبوب القمح خلف أذنه لكي يحط الطير على كتفه ويوجه منقاره إلى أذنه كي يتخيل الناس أن الطير ينقل رسالة سماوية إليه.
- في كتاب «سيرة النبي» الذي هو ترجمة تركية لكتاب سيرة الرسول حسب ابن إسحاق. صدر هذا الكتاب عام 1388 وطبع مرة أخرى في عهد مراد الرابع ولكن في هذه الصورة هناك حجاب على وجه الرسول وفي الصورة تظهر صورة تمثل محمد بن أسلمة وهو يقطع رأس كعب بن الأشرف الشاعر اليهودي الذي استهزأ من الرسول محمد في أشعاره.
- في كتاب جامع التواريخ لمؤلف اسمه رشيد الدين كتب عام 1324 ويوجد حاليا في مكتبة جامعة أدنبرة ولا تظهر فيه ملامح الوجه.
- صورة موجودة في مكتبة جامعة كاليفورنيا لصورة مرسومة لرسام تركي لايمكن معرفة تاريخ رسمها وفيها تظهر امرأة وفي حضنها طفل يمثلان آمنة بنت وهب والرسول محمد ولا يوجد ملامح لوجهيهما.
- صورة تصور الإسراء والمعراج ترجع إلى عام 1570 موجودة في متحف سان فرانسيسكو ولا تظهر ملامح الوجه.
- صورة من إيران القديمة ترجع إلى القرن الرابع عشر وفيها يتحدث شخص له أجنحة إلى شخص جالس وملامح الوجه غير واضحة.
- صورة رسمت في تبريز في إيران عام 1315 وموجودة في مكتبة جامعة أدنبرة في كتاب اسمه جمائل التواريخ.
- في عام 1911 في الفيلم الإيطالي الصامت L'Inferno ظهر ممثل لثواني وكان بمثابة ممثل قام بتمثيل دور الرسول محمد.[12]

وفي السنوات الأخيرة تم رسم العديد من الصور بعضها على شكل كاريكاتير للرسول محمد بن عبد الله ولكنها لم تثر ضجة إعلامية كالتي أثيرت حول حادثة نشر الصور الكاريكاتيرية في صحيفة يولاندس بوستن وفيما يلي بعض الأمثلة:
- صورة في كتيب صدر عام 1988 بعنوان «النبي» للمؤلف Jack Chick في الصفحة 13.
- في المسلسل الكارتوني الأمريكي South Park في 4 يوليو 2001.
- في لعبة من ألعاب الفديو التي تسمى لعبة «الحرب المقدسة» Holy War وفيه يتصارع جميع الرموز الدينية للأديان المختلفة.
- صور كاريكاتيرية مختلفة في التسعينيات في صحف في هولندا وفرنسا وصورة رسمت من قبل سيدة إسرائيلية باسم تاتيانا سوسكن في 1997 والتي لم تقبل الصحف نشره ولكنها قامت بتوزيعه بنفسها في مدينة الخليل وكانت عبارة عن خنزير على رأسه عقال ومكتوب على ظهره كلمة محمد وكان الخنزير ماسكا بقلم ويكتب كلمة القرآن على كتاب.

## ردود الفعل

### 9 أكتوبر2005
- طالبت جمعية المسلمين في الدنمارك Danish Islamisk Trossamfund جريدة يولاندس بوستن بالاعتذار لجميع المسلمين لنشرها الصور الكاريكاتيرية.

### 14 أكتوبر2005
- قام 3500 شخص بمظاهرة سلمية أمام مقر صحيفة يولاندس بوستن في كوبنهاغن.

### 17 أكتوبر2005
- قامت صحيفة الفجر المصرية بنشر بعض الرسومات والتعليق عليها.

### 19 أكتوبر2005
- وجه سفراء الجزائر والبوسنة والهرسك ومصر وإندونيسيا وإيران والمغرب وباكستان وليبيا والسعودية وتركيا وفلسطين رسالة إلى رئيس وزراء الدنمارك أندرس فوغ راسموسن مطالبينه بعقد اجتماع معهم ولكن راسموسن امتنع عن عقد اجتماع لهذا الغرض وكان جوابه أن الحكومة لا تستطيع التدخل في حرية التعبير عن الرأي وأن أي قضية تتعلق بمهاجمة الدين يمكن عرضها على المحاكم.

### 3 نوفمبر2005
- قامت صحيفة Frankfurter Allgemeine Zeitung في ألمانيا بنشر إحدى الصور الكاريكاتيرية.

### 7 ديسمبر2005
- بدأ إضراب للعمال في باكستان.

### 29 ديسمبر2005
- انتقدت جامعة الدول العربية الصحيفة والحكومة الدنماركية لطريقة تعاملها مع الحدث.

### 26 يناير2006
- سحبت المملكة العربية السعودية سفيرها في الدنمارك للتشاور.
- بدأ السعوديون بحملة مقاطعة المنتجات الدنماركية.

مسلحون في غزة يطالبون باعتذار أمام مقر الاتحاد الأوروبي في غزة

### 29 يناير2006
- ليبيا أغلقت سفارتها في الدنمارك.
- استدعت الأردن سفيرها في الدنمارك للتشاور.
- حامد كرزاي يتفهم ويتقبل رأي الدنمرك ولكن يشير إلى أن نشر الصور كانت فكرة غير صحيحة.
- برلمان اليمن يشجب الصحيفة.
- تم إحراق علم الدنمارك في نابلس في فلسطين.
- شجبت البحرين وسوريا نشر الصور الكاريكاتيرية.
- أعطت حركة الجهاد الإسلامي الفلسطيني مهلة 48 ساعة للدنماركيين بمغادرة قطاع غزة.
- أعطت كتائب شهداء الأقصى مهلة 72 ساعة للنرويجيين بمغادرة المنطقة.

### 30 يناير2006
- تقوم صحيفة يولاندس بوستن بنشر اعتذار للمسلمين باللغتين الدنماركية والعربية.
- مصر تشجع مواطنيها على مقاطعة المنتجات الدنماركية.
- الاتحاد الأوروبي يساند الدنمارك معتبرا المقاطعة للمنتوجات الدنماركية مخالف لقوانين التجارة العالمية.
- كتائب شهداء الأقصى تقتحم مكتب الاتحاد الأوروبي في غزة مطالبين باعتذار رسمي من الاتحاد الأوروبي.

### 31 يناير2006
- تم إخلاء مكتبين من مكاتب صحيفة يولاندس بوستن في آرهوس Aarhus وكوبنهاغن بسبب دعاية وجود قنبلة في المبنيين.
- تنكر كتائب شهداء الأقصى صحة المزاعم بأنها هددت المواطنيين النرويجيين.
- 17 من وزراء خارجيات الدول العربية يطالبون بمعاقبة كاتب المقال.
- طالبت البحرين باعتذار من ملكة الدنمارك مارغريت الثانية وهددت بقطع 159,000 برميل من النفط يوميا إن لم تقدم الملكة الاعتذار.
- قامت جريدة die tageszeitung الألمانية بنشر صورتين من الصور الكاريكاتيرية.

### 1 فبراير2006
- قامت جريدة France Soir الفرنسية بنشر الصور الكاركاتيرية وأضافوا صورة جديدة من عندهم وفي نفس اليوم تم فصل كبير المحررين في الجريدة جاك ليفرانس Jacques Lefranc من قبل مالك الصحيفة رامي لكح ذو الأصول المصرية.
- قامت صحيفة Die Welt وصحيفة Berliner Zeitung الألمانية وصحيفة La Stampa الإيطالية وصحيفة El Periodico الإسبانية وVolkskrant الهولندية بنشر الصور.
- تم إخلاء السفارة الدنماركية في سوريا نتيجة مزاعم بوجود قنبلة في المبنى.
- قامت سوريا بسحب سفيرها في الدنمارك.
- قام كيرت ويلدر زعيم أحد الأحزاب السياسية الهولندية بوضع الصور في الموقع الرسمي للحزب على الإنترنت.
- قام متحدث باسم خارجية إندونيسيا بشجب موقف جريدة يولاندس بوستن
- انتشرت رسائل على الهواتف النقالة في كوبنهاغن تدعو إلى حرق القرآن.

### 2 فبراير2006
- قامت جريدة Die Zeit الألمانية بنشر إحدى الصور.
- ظهر رئيس وزراء الدنمارك في لقاء تلفزيوني من على فضائية العربية
- قامت صحيفة شيحان الأردنية بنشر الصور وتم على إثر ذلك فصل مدير الجريدة.
- قامت صحيفة New York Sun الأمريكية وLe Soir البلجيكية بنشر صورتين.
- قامت جريدة Le Monde الفرنسية بنشر الصور.
- قام وزير خارجية الدنمارك بنصيحة الدنماركيين بالرحيل من قطاع غزة.
- رئيس حزب أنصار الإسلام نجم الدين فرج أحمد الملقب بملا كريكار يصف الصور بأنها «إعلان حرب على الإسلام» [13]
- قامت قناة هيئة الإذاعة البريطانية بعرض الصور.
- قام مسلح تابع لكتائب شهداء الأقصى باختطاف مواطن ألماني أطلق سراحه فيما بعد.

### 4 فبراير2006
- قامت صحيفة The Dominion Post في نيوزيلندا بنشر الصور الكاركاتيرية.
- قامت صحيفة Rzeczpospolita في بولندا وDagbladet Information في الدنمارك بنشر الصور.
- ألقي القبض على جهاد موماني المحرر في صحيفة شيحان الأردنية التي نشرت الصور.
- تم إشعال النيران في سفارة الدنمارك في سوريا ولحقت أضرار بسفارة السويد وتشيلي اللتان تقعان في نفس المجمع البنائي ونتيجة للحادثة طالبت الخارجية الدنماركية رعاياها بمغادرة سوريا.
- تم إضرام النار في سفارة النرويج في دمشق وطالبت الخارجية النروجية رعاياها بمغادرة سوريا.
- اقترح محمود أحمدي نجاد رئيس إيران إلغاء كل العقود التجارية بين إيران والدول التي نشرت الصور.
- دعى كوفي عنان العالم الإسلامي إلى قبول اعتذار صحيفة يولاندس بوستن
- تشكل في الدنمارك مؤسسة إسلامية جديدة أطلقت على نفسها تسمية «المسلمون المعتدلون» وكان ناصر قادر السوري الأصل والعضو في البرلمان الدنماركي من المؤسسين لهذه الجمعية التي تهدف وحسب تصريحات ناصر قادر إلى «التعايش السلمي للمسلمين في ضل الأنظمة الديمقراطية» وناصر قادر من مواليد دمشق 1963 لأب فلسطيني وأم سورية وتضم هذه الجمعية حسب وصف قادر المسلمين الذين يؤمنون بحرية التعبير عن الرأي والديمقراطية والعلاقات الأيجابية بين المسلمين وغير المسلمين.

### 5 فبراير2006
- تم منح صحيفة يولاندس بوستن جائزة فكتور التي تمنح سنويا من قبل صحيفة Ekstra Bladet الدنماركية للصحف التي «تدافع عن حرية الرأي».
- قامت إيران بسحب سفيرها في الدنمارك.
- إضرام النار في قنصلية الدنمارك في بيروت عاصمة لبنان.
- قامت وزارة النقل والمواصلات في العراق بتجميد عقودها مع الدنمارك والنرويج.
- احتشد آلاف المسلمين في مظاهرات سلمية في بروكسل عاصمة بلجيكا.
- صرح رئيس وزراء النروج جينز ستولتنبرغ بأن بلاده ستقدم شكوى في الأمم المتحدة ضد سوريا لعدم قدرتها على حماية السفارة النروجية في دمشق.
- تظاهر 500 شخص في فيينا عاصمة النمسا ضد نشر الصور الكاريكاتيرية.

### 6 فبراير2006
- تظاهر 1000 شخص في باريس ضد نشر الصور الكاريكاتيرية.
- قتل أربعة على الأقل في أفغانستان عقب إطلاق الشرطة الأفغانية النار على 2000 متظاهر امام القاعدة العسكرية الأمريكية الرئيسية في أفغانستان.
- نصحت الخارجية الدنماركية مواطنيها بعدم القيام برحلات سياحية إلى سوريا مصر والمغرب وتونس والجزائر وليبيا والسودان وعمان وقطر والإمارات والبحرين والأردن وإيران وباكستان وأفغانستان.
- عبر توني بلير والسكرتير العام لحلف شمال الأطلسي عن دعمهما الكامل لحكومة الدنمارك.
- تم إغلاق السفارة الدنماركية في إندونيسيا لغرض حماية موظفي السفارة.

### 7 فبراير2006
- مظاهرات بالآلاف في إيران وأفغانستان ومصر وباكستان
- 200 شخص يتضاهرون أمام السفارة الدنماركية في هلسنكي.
- أصدرت منظمة العفو الدولية بيانا تنص على أن حرية الرأي والتعبير ليست مطلقة ويجب استعمالها بحكمة
- حثت حركة طالبان المسلمين على «الجهاد».[14]

### 8 فبراير2006
- صحيفة (شمس) السعودية اليومية، تعيد نشر الرسوم، بهدف التنديد، ونشوء حملة شعبية ضد الصحيفة الجديدة تطالب بإيقافها، ومحاسبة المتسببين وهم: بتال القوس «كبير المحررين» والصحفي رباح القويعي.[15] وفي 20 فبراير أوقفت الجريدة عن الصدور بقرار وزاري، وتم إبعاد كبير المحررين عن العمل، فيما تم اعتقال القويعي بعد الحادثة بفترة وحكم عليه بالإعدام ثم أفرج عنه بعد ضغوطات من منظمات إنسانية.
- قامت الصحيفة الأسبوعية Charlie Hebdo في فرنسا بنشر الصور الكاريكاتيرية وأضافت صورة من عندها مع تعليق يقول «من الصعب أن يحبك الأغبياء».[16]
- قال وزير الخارجية الدنمارك السابق أوفي أليمان جينسن أنه حسب رأيه يجب إقالة رئيس تحرير صحيفة يولاندس بوستن.
- قتيلان في أفغانستان عقب إطلاق الشرطة الأفغانية النار على متظاهرين محتجين على نشر الصور.
- كبرى المنظمات الإسلامية في أفغانستان تنظم إلى كوفي عنان وخافير سولانا ممثل خارجية اتحاد أوروبي في مناشدتهم العالم الإسلامي لوقف العنف خلال مظاهرات الاحتجاج.[17]

### 10 فبراير2006
- متظاهرون يهاجمون سفارة فرنسا في طهران بقنابل زجاجية حارقة.
- مقتل شخص أثناء تظاهرة احتجاج في نيروبي.
- أحمد أبو لبن رئيس جمعية المسلمين في الدنمارك يدعو إلى وقف مظاهر العنف في خطبة صلاة الجمعة.
- بعد تصريحات فليمنج روز، المحرر الثقافي في سي إن إن عن نيته نشر صور تسخر من اليهودية والمسيحية. رئيس التحرير يعطيه إجازة مفتوحة. لاحقا قدم روز اعتذاره وتأسفه عن تصريحاته. رئيس التحرير قال أن تصريحات روز كانت خطأ وسوء تقدير من روز.[18]

### 20 فبراير2006
- إيقاف صحيفة شمس السعودية اليومية عن الصدور وسحب ترخيصها، بعد مرور 12 يوم على نشر الصحيفة للرسوم، بدعوى التنديد.[15] وتم طرد رئيس تحريرها بتال القوس، في حين تم اعتقال المسؤول عن النشر رباح القويعي

### 12 فبراير2008
قامت سبعة عشر جريدة دنماركية في 12 فبراير 2008 بإعادة نشر أحد الرسوم الكاريكاتورية الذي يظهر النبي محمد مرتديا عمامة على شكل قنبلة مشتعلة الفتيل،  مما أسفر قيام العديد من التظاهرات في الدول الإسلامية عن تجديد حملات مقاطعة للمنتجات الدنماركية في العالم الإسلامي مطالبين بالاعتذار ، وحدوث بعض أعمال الشغب وحرق مئات السيارات في المدن الدنماركية.

## الموقف في الدنمارك
الرأي السائد في الدنمارك يقول بأن الرسومات لم تخرق أي قانون من قوانين السب والتجريح. وأن اعتذار الصحيفة عن جرحها لمشاعر المسلمين كاف. كما أرادت الجالية الإسلامية في الدنمارك رفع قضية إلى المحكمة لتحديد كون الرسوم المنشورة تخرق قوانين الدولة أم لا، ولكن قام المدعى العام بإسقاط القضية قبل وصولها إلى المحكمة لأنه وجد أنه لا أساس للقضية. ويرى البعض أن الجالية المسلمة في الدنمارك قد اختارت التكتيك الخاطئ بنشرها القضية في العالم العربي، صابّة الزيت على النار، علما بأن هذا التحرك لم يجد الكثير من التعاطف في الدنمارك.
في استفتاء أجرته إذاعة الدنمارك على عينة عشوائية من الدنماركيين مكونة من 579 شخص في 28 يناير 2006 أظهرت النتائج التالية:
- 79% يعتقدون أنه لا يوجد داعي لأن يعتذر رئيس وزراء الدنمارك أندرس فوغ راسموسن للمسلمين.
- 48% يعتقدون أن أي تدخل من الحكومة يعتبر انتهاكاً لحرية التعبير عن الرأي.
- 44% يعتقدون أن رئيس وزراء الدنمارك أندرس فوغ راسموسن يجب أن يكون أكثر فعالية في حل الأزمة.
- 69% يعتقدون أنه لا داعي لأن تعتذر صحيفة يولاندس بوستن للمسلمين.
- 58% يعتقدون أنه بالرغم من حق الصحيفة في نشر الصور إلا أنهم متفهمون للانتقاد الموجه من قبل المسلمين.

وكانت عدد من الجمعيات الإسلامية في الدنمارك قد قدمت شكوى لشرطة الدنماركية في 27 أكتوبر 2005 بزعم أن صحيفة يولاندس بوستن قد خرقت البندين 140 و266 من قانون العقوبات الدنماركي. حيث ينص البند 140أي شخص من الاستهزاء العلني لأي مواطن دنماركي من المعتقدات الدينية لأي مواطن دنماركي آخر وينص البند 266 بإجرام أي شخص قام بنشر معلومات أو دعايات أو تصريحات كان الغرض منها إلحاق الإهانة بشخص معين بسبب انتمائه الديني. في 6 يناير 2006 قرر المدعى العام الأولي في مدينة فيبورغ بإسقاط القضية قبل وصولها إلى المحكمة لأنه وجد أنه لا أساس للقضية وصرح المدعي العام أن «لإطلاق مصطلح اعتداء على اية حادثة يجب أن ياخذ في نظر الاعتبار حق حرية التعبير عن الرأي الذي يجب أن يمارس في إطار حقوق الإنسان».

## المقاطعة
بدأت في كثير من بلدان العالم الإسلامي الدعوة لمقاطعة المنتجات الدانمركية، وتتركز المقاطعة على منتجات الألبان وغيرها والدعوة بدأت شعبية وعبر الصحف والقنوات غير الرسمية وعبر رسائل الجوال، وقامت مراكز تجارية كبيرة في السعودية بالأمتناع عن بيع منتجات دانمركية وكذلك في الإمارات والكويت والبحرين، وقد حاولت شركات دنماركية كبرى بمحاولات لمنع المقاطعة عن طريق إعلانات تجارية بصفحة كاملة في صحيفة الشرق الأوسط.
في بداية يناير 2006 هددت الحكومة المصرية بمقاطعة المنتجات الدنماركية ولكن المقاطعة كانت مقتصرة على بعض الأسواق المصرية الكبرى وقرارات فردية من قبل مصريين بمقاطعة المنتجات الدنماركية. وفي 20 يناير صدرت مطالب جماهيرية في السعودية بالمقاطعة التي بدأت بصورة عملية في 26 يناير واستهدفت بصورة رئيسية منتجات الألبان لشركة Arla وانتشرت المقاطعة إلى الكويت وقامت سلسلة أسواق Coop في الكويت بازالة المنتجات الدنماركية من على رفوفها وهناك مخاوف دانمركية بفقدان حوالي 11,000 عامل لوظائفهم نتيجة هذه المقاطعة.

## المواقفالحكوميةالرسمية لدول العالم
- أفغانستان أطلق حامد قرضاي تسمية «غلطة» على قرار صحيفة يولاندس بوستن بنشر الصور الكاريكاتيرية وأعرب عن أمله أن تؤدي هذه الضجة إلى مواقف «أكثر مسؤولية» من الإعلام العالمي في المستقبل.
- البحرين: طالب برلمان البحرين باعتذار رسمي من ملكة الدنمارك مارغريت الثانية.[23]
- فنلندا: أنتقد وزير الخارجية الفنلندي الحكومة الدنماركية لعدم فعاليتها في حل الأزمة.
- فرنسا: دعم وزير الخارجية الفرنسية حق حرية الصحافة بشرط أن تحترم المعتقدات الدينية.[24]
- ألمانيا: المستشارة أنغيلا ميركل صرحت أنها تتفهم الإساءة التي لحقت بمشاعر المسلمين ولكنها شجبت ردود الفعل العنيفة.[25]
- إندونيسيا: صرح الرئيس سوسيلو بانبانغ يودهونو بأن حكومته تشجب قرار الصحيفة بنشر الصور ودعى العالم الإسلامي لتقبل اعتذار الصحيفة.[26]
- إيران سحب محمود أحمدي نجاد سفير إيران في الدنمارك ودعى إلى الغاء العقود التجارية بين إيران والدنمارك.
- لبنان: صرح وزير الخارجية اللبناني أن حدود حرية التعبير يجب أن لا تتجاوز على المعتقدات الدينية.[27]
- ماليزيا: صرح رئيس الوزراء أن نشر الصور هي محاولة متعمدة للإساءة،[28]
- باكستان: بيان من البرلمان بشجب قرار صحيفة يولاندس بوستن بنشرها للصور.[29]
- روسيا: صرح الرئيس الروسي فلاديمير بوتين أن الحكومة الدنماركية تستعمل حجة حرية الرأي للدفاع عن الصحيفة التي أهانت المسلمين وان تلك الفعلة غير أخلاقية.
- الإمارات العربية المتحدة: وزير العدل محمد الظاهري يطلق تسمية «ثقافة الأرهاب» على نشر الصحيفة للصور.[30]
- المملكة المتحدة وزير الخارجية جاك سترو انتقد الصحف التي نشرت الصور واثنى على الصحف التي أمتنعت عن نشرها وطالب بالهدوء مع رفع حالة الطوارئ في البلاد.[31]
- الولايات المتحدة: نشرت الخارجية الأمريكية تصريحا تنص على أن حرية رأي الصحافة يجب أن يكون موازيا مع الشعور بالمسؤولية.[32] من جهة أخرى شجب الرئيس السابق بيل كلينتون نشر مثل هذه الرسوم وقال أن «نشر هذه الرسوم خطأ» وأنها «تضر بالحوار بين الثقافات».[33]
- الفاتيكان: انتقدت بحدة صحيفة يولاندس بوستن على نشرها للصور.[34]
- السعودية: قامت باستدعاء سفيرها في الدنمارك للتشاور وأعلن السعوديون مقاطعتهم للمنتجات الدنماركية. وأوقفت جريدة شمس عن الصدور وأوقف رئيس تحريرها عن العمل وأعتقل المسؤول عن النشر.
- ليبيا: أغلقت سفارتها في الدنمارك كما أشعلت النار في كل مصالح الدنمارك وإيطاليا في بنغازي وطردت ليبيا السفير الدنماركي من طرابلس -مع وقوع ثورة وأعمال عنف ضد المصالح الإيطالية في ليبيا وهددت ليبيا بقطع كل المصالح التجارية والنفطية بينها وبين الدنمارك.
- الأردن: استدعت الأردن سفيرها في الالدنمارك للتشاور.
- اليمن: برلمان اليمن يشجب صحيفة يولاندس بوستن مع وقوع أحتجاجات شعبية كبيرة.
- بنغلاديش: صرح وزير الخارجية مرشد خان أن برلمان بلاده تطالب الحكومة الدنماركية بتقديم اعتذار للمسلمين.[35]
- هولندا: صرح رئيس الوزراء جان بيتر بالكنإنده بأنه في العالم الغربي يلجأ الناس إلى المحاكم لحل النزاعات وأن لغة التهديد والوعيد والعنف لإمكان لها في المجتمع الأوروبي.
- بولندا: صرح رئيس الوزراء كازيميريز مارسينكيويج أن الصور الكاريكاتيرية بنظره ليست من الضرورة أن يكون القصد من وراءها الإساءة لكن بلاده آسفة إن كان نشر الصور في جرائد بولندية قد جرح مشاعر المسلمين.
- تركيا: صرح رئيس الوزراء رجب طيب أردوغان أن الصور الكاريكاتيرية هجوم على القيم الروحية للمسلمين ويجب أن يكون هناك حدود لحرية الصحافة وان المسلمين لم يتهجموا على السيد المسيح النبي عيسى ابن مريم.[36]
- سوريا: قامت السلطات السورية بسحب سفيرها من الدنمارك، كما أبدت وزارة الخارجية السورية أسفها لأعمال العنف التي استهدفت السفارتين الدنماركية والنروجية، وقالت إنه من «غير الجائز» الإخلال بالأمن. بينما قدمت اعتذارا للتشيلي عن الأضرار التي لحقت بسفارتها وتعهدت بتعويض الأضرار التي لحقت بها.
- سنغافورة: صرح وزير الخارجية ووزير الدولة للشؤون الإسلامية أن الضجة أسفرت عن حاجة ملحة لاحترام العقائد الدينية والخصائص العرقية من قبل وسائل الإعلام.

## رأي العلماء
لقد صدر بيان من المرجع الشيعي بشير النجفي يستنكر به الإساء للنبي محمد . وكذلك محمد تقي المدرسي.

## حملات الدعم لصحيفة يولاندس بوستن

جزء من حملات غربية على الإنترنت لدعم صحيفة يولاندس بوستن

ساندت بعض المجموعات الليبرالية والمحافظة موقف الجريدة حيث صرح روبرت مينارد رئيس جمعية مراسلون بلا حدود بأن جريدة يولاندس بوستن قد «علمت العالم درسا في حرية التعبير عن الرأي» وفي 1 فبراير 2006 نشرت صحيفة France Soir الفرنسية الصور وأضافت في صفحتها الأولى صورة كاريكاتيرية جديدة يصور فيها بوذا وموسى ومحمد وعيسى جالسين على سحابة مع تعليق يقول «نعم، من حقنا رسم صورة كاريكاتيرية» ولكن وفي نفس اليوم تم فصل محرر تلك الصورة. وقام البرلماني الهولندي عن حزب من أجل الحرية خيرت فيلدرز بنشر الصور في موقع حزبه مع تعليق يقول «لدعم حرية التعبير عن الرأي» ومن الجدير بالذكر أن هذا السياسي مشهور بمحاولاته لتقليص الهجرة إلى هولندا ومعارضته انضمام تركيا إلى الاتحاد الأوروبي [بحاجة لمصدر]. وقامت جهات مساندة لصحيفة يولاندس بوستن بتخصيص بعض الصفحات على الإنترنت بلغات متعددة لدعم موقف الصحيفة وهذا أحد الأمثلة على المواقع المؤيدة لصحيفة يولاندس بوستن [بحاجة لمصدر]

## نماذج من القوانين الجنائية ضد الإساءة إلى الرموز الدينية
بدأت مؤخرا حركات في أوروبا تطالب بتعديلات في القوانين القديمة المتعلقة بالإساءة إلى الرموز الدينية التي وإن وجدت في القوانين الأوروبية ولكنها نادرا ماتطبق في الوقت الحالي ولكن مع انتشار الهجرة إلى أوروبا من الدول غير الأوروبية وجدت الكثير من الدول في أوروبا نفسها في مواقف قانونية حرجة لوجود بنود في قوانينها الجنائية تجرم المسيئين إلى الرموز الدينية ووجود بنود أخرى تسمح بحرية التعبير عن الرأي وهذه القوانين التي تعتبر الأساءة للدين عملا مخالفا للقانون لا تزال موجودة على سبيل المثال في البندين 188 و189 من القانون الجنائي في النمسا ووالبند 10 من القانون الجنائي في فنلندا والبند 166 من القانون الجنائي في ألمانيا والبند 147 في القانون الجنائي في هولندا والبند 525 في القانون الجنائي في إسبانيا وبنود مشابهة في قوانين إيطاليا والمملكة المتحدة والولايات المتحدة.
في الدول ذات الأغلبية الإسلامية هناك عقوبات أشد على الأساءة للرموز الدينية فالبند 295 من قانون العقوبات في باكستان تعاقب بالسجن المؤبد كل شخص قام «بتدنيس القرآن» والإعدام لكل من يشتم رسول الإسلام محمد.

## آراء وتعليقات لسياسيين ومفكرين
في مقابلة مع مجلة إسبانية عبّر غونتر غراس عميد الأدباء الألمان عن رأيه صراحة في الرسوم المسيئة للنبي محمد، واصفا إياها بأنها مهينة ومؤذية لمشاعر المسلمين حول العالم، وأكد غونتر غراس أن نية الصحيفة الدنماركية في استفزاز مشاعر المسلمين كانت واضحة، وشبه الرسوم برسوم معادية لليهود نشرتها صحيفة ألمانية قبيل الحرب العالمية الثانية، وتابع غراس: «أن ردات الفعل الإسلامية الغاضبة ضد نشر الرسوم متوقعة وغير مفاجئة وتأتي في إطار دوامة من العنف العالمي فجرها الغرب بدعمه للرئيس الأميركي جورج بوش في غزوه المخالف للقانون الدولي للعراق.» ثم أضاف: «إن تذرع الغربيين بالدفاع عن حرية الصحافة كمبرر لنشر الرسوم الكاريكاتيرية يظهر تجاهلهم عمدا لحقيقة تعبير الصحافة الغربية عن مصالح الشركات الاستثمارية العملاقة الممولة لها والمتحكمة في توجيه وقيادة الرأي العام بصورة أفقدته القدرة على التعبير عن رأيه الحر».
وأضاف أن على الغرب «المغرور والمفتون بذاته عدم الحديث عن حرية الصحافة قبل تحليل وضع هذه الحرية لديه هو وإدراك أن مناطق أخرى في العالم ليس بها فصل بين الدين والدولة».
كما أكد البرتغالي جوزيه ساراماغو الفائز بجائزة نوبل للآداب عام 1998، (أن نشر هذه الرسوم ليس مسألة رقابة ذاتية بل إنها نابعة من الشعور العام).

## مواضيع ذات صلة
- انتقاد النبي محمد
- حرية التعبير
- تأييد شخصية محمد بن عبد الله
- نظرات مسيحية إلى محمد في العصور الوسطى
- تأثير سترايسند
- إدارة الأزمات

## وصلات خارجية
- الرسوم الكاريكاتورية لمحمد، aina.org

- الجزيرة - الظاهر والمخفي في حملة الإساءة إلى الإسلام
- الموقع الرسمي لصحيفة يولاندس بوستن